# Mateo Antoni
Mateo Antoni Pavón (Punta del Este, 22 aprile 2003) è un calciatore uruguaiano, difensore dell'Argentinos Juniors.

## Carriera

### Club
Ha iniziato a giocare a calcio con il Nacional Montevideo. Nel gennaio 2023 ha rinnovato il contratto ed è stato prestato al Liverpool Montevideo. Con quest'ultimo club ha fatto il suo debutto fra i professionisti il 18 marzo 2023, in una vittoria per 1-0 contro il Montevideo City Torque.

### Nazionale
Nel gennaio del 2023 viene incluso da Marcelo Broli nella rosa della nazionale Under-20 uruguaiana partecipante al campionato sudamericano di categoria in Colombia, arrivando in finale e perdendo contro il Brasile.
L'8 maggio 2023 viene convocato per il Mondiale di categoria in Argentina.

## Statistiche

### Presenze e reti nei club
Statistiche aggiornate al 3 settembre 2023.
| Stagione        | Squadra         | Campionato      | Campionato | Campionato | Coppe nazionali | Coppe nazionali | Coppe nazionali | Coppe continentali | Coppe continentali | Coppe continentali | Altre coppe | Altre coppe | Altre coppe | Totale | Totale | Totale |
| Stagione        | Squadra         | Comp            | Pres       | Reti       | Comp            | Pres            | Reti            | Comp               | Pres               | Reti               | Comp        | Pres        | Reti        | Pres   | Reti   |        |
| --------------- | --------------- | --------------- | ---------- | ---------- | --------------- | --------------- | --------------- | ------------------ | ------------------ | ------------------ | ----------- | ----------- | ----------- | ------ | ------ | ------ |
| 2023            | Liverpool (M)   | PD              | 11         | 0          |                 | -               | -               | CL                 | 2                  | 0                  |             | -           | -           | 13     | 0      |        |
| Totale carriera | Totale carriera | Totale carriera | 11         | 0          |                 | -               | -               |                    | 2                  | 0                  |             | -           | -           | 13     | 0      |        |

## Palmarès

### Competizioni nazionali
- Supercopa Uruguaya: 1

Liverpool (M): 2023
- Campionato uruguaiano: 1

Liverpool (M): 2023